# The Centrium
The Centrium (Сентриум, 中央廣場) — 41-этажный гонконгский небоскрёб, расположенный в Центральном районе. Два нижних этажа отведены под розничную торговлю, рестораны и клубы, имеется 6-этажный паркинг, остальные этажи используются в качестве офисов (среди крупнейших арендаторов — штаб-квартира компании Melco Crown Entertainment, консульство Нигерии, гонконгские офисы Boeing, Folli Follie и Pure Yoga). Декоративный шпиль был добавлен через год после того, как здание было построено. Ночью он светится различными цветами. Девелопером небоскрёба является компания Sino Land, архитектором выступила компания DP Architects.